# Кеннеди, Тим (хоккеист)
Тим Кеннеди (англ. Tim Kennedy; 30 апреля 1986, Буффало, Нью-Йорк, США) — американский хоккеист, нападающий.

## Карьера

### Ранние годы
Свою хоккейную карьеру Тим начинал, играя за юниорскую команду «Баффало Регэлс», в которой был капитаном. Также в Баффало он посещал мужскую католическую школу св. Иуды. В течение нескольких лет Кеннеди со своей командой участвовал в Эмпайр-стейт-геймз среди хоккейных команд Западного дивизиона и дважды выигрывал «золото» — в 2002 и 2003 гг.
В 2003 году ему был предложен контракт в Хоккейной лигой Онтарио (OHL), но Кеннеди отказался, так как пока не был готов играть в хоккей за колледжи в Национальной коллегии спортивных ассоциаций (NCAA). Позже Тим был задрафтован клубом «Су-Сити Маскетирс» из Хоккейной лиги Соединенных Штатов (USHL), за который успешно выступал два сезона.
Рекруты таких крупных учебных заведений США, как колледжи Колорадо и Бостона, Университеты Огайо и Мичигана, отметив игру Кеннеди, активно привлекали его в свои ряды. В итоге он выбрал стипендию в Мичиганском университете, где играл за местную хоккейную команду на первенстве NCAA до 2007 года.

### Клубная карьера
Тим Кеннеди был выбран «Вашингтон Кэпиталз» на драфте НХЛ 2005 года в шестом раунде под общим 181-м номером, но позже был обменян в «Баффало Сейбрз». 1 июня 2008 года он подписал с «Сейбрз» двухлетний контракт. Начало сезона 2008-09 Кеннеди провел в Американской хоккейной лиге (АХЛ), играя за «Портленд Пайретс». В декабре 2008 года он был вызван в «Сейбрз» и свою первую игру в НХЛ сыграл в родном городе Баффало против «Нью-Йорк Айлендерс».
Следующий сезон 2009-10 Тим провел в НХЛ, забив за"Баффало Сейбрз" 10 голов и сделав 16 передач в 78 играх регулярного чемпионата. Также он принимал участие в играх плей-офф, где набрал 3 очка (1+2) в 6 матчах. В конце сезона контракт между Кеннеди и «Сейбрз» истек, в результате чего по вопросу продления договора возникли споры. Игрок хотел установить более высокую сумму договора, что гарантировало бы ему выступления в НХЛ, а руководство «Сейбрз» предлагало разделить его выступления между НХЛ и АХЛ без повышения суммы контракта. Кеннеди отказался принять квалификационное предложение клуба и обратился в Арбитраж НХЛ. Решением арбитра стал однолетний контракт на сумму в $ 1 млн. По условиям коллективного соглашения клуб не может отказаться подписать контракт с игроком, если сумма присужденного соглашения составляет менее $ 1,611 млн в год. 2 августа 2010 года форвард был выставлен на драфт отказов. 3 августа после прохождения процедуры драфта «Сейбрз» выкупили его контракт и расстались с хоккеистом.
30 августа 2010 года Кеннеди подписал с «Нью-Йорк Рейнджерс» однолетний контракт на сумму $ 550 000. С самого начала регулярного чемпионата НХЛ Тим не попадал в заявки на матчи и так и не провел ни одной игры в НХЛ. Он был отправлен в АХЛ играть за фарм-клуб «Хартфорд Вулф Пэк», где забил 12 голов и сделал 30 передач в 53 встречах.
26 февраля 2011 года Кеннеди был обменян во «Флорида Пантерз» на Брайана МакКейба. За «Пантерз» он провел 6 матчей, в которых отметился одной голевой передачей. В АХЛ он выступал за «Рочестер Американс», набрав 7 очков в 14 матчах.
26 января 2012 года Тим вновь был обменян — на это раз в «Сан-Хосе Шаркс» на Шона Салливана. За сезон 2012-13 Кеннеди провел 13 матчей в регулярном чемпионате НХЛ и забросил 2 шайбы. Также на его счету 37 (13+24) очков в 37 матчах в АХЛ в составе «Вустер Шаркс».
11 июля 2013 года, будучи свободным агентом, Кеннеди подписал двусторонний однолетний контракт с «Финикс Койотс». По итогам сезона на его счету набралось 8 (2+6) очков в 37 матчах регулярного чемпионата НХЛ и 15 (4+11) очков в 30 играх в АХЛ за «Портленд Пайретс».
3 июля 2014 года Кеннеди снова в качестве свободного агента заключил двусторонний однолетний контракт с «Вашингтон Кэпиталз».
Сезон 2014/15 американец провел в АХЛ, где выступал за «Херши Беарс». За 75 игр в регулярном чемпионате Кеннеди набрал 59 (11+48) очков. В 10 матчах плей-офф на его счету 8 (3+5) очков.
В июне 2015 года российский «Нефтехимик» из КХЛ заключил контракт с форвардом на один сезон. В октябре Кеннеди прошел список отказов и отправился в ВХЛ в «Кристалл». За 29 игр в КХЛ Кеннеди набрал 5 (1+4) очков при показателе полезности «-6». Этот сезон был первым в карьере форварда, который он проводил за пределами Америки. В ноябре стороны расторгли контракт по обоюдному согласию, и Кеннеди покинул «Нефтехимик» и перешёл до конца сезона 2015-16 в финский «Йокерит», выступающий в КХЛ.

### Международная карьера
Принимал участие в Чемпионате мира 2010 года в составе сборной США, где сыграл 6 матчей и отметился одной забитой шайбой. США финишировали 13-ми из 16 команд.